# 温泉女子
『温泉女子』（おんせんじょし）は、2011年10月から2012年9月または同年10月まで独立局 (JAITS) などで放送されていた、温泉をテーマにした旅番組。東名阪ネット6加盟6局と岐阜放送との共同制作番組である。番組表とEPGには本項の表題通りに「温泉女子」と表記されていたが、正しくは「温泉大好き女子2人お気軽旅!温泉女子」（おんせんだいすきじょしふたりおきがるたび おんせんじょし）である。

## 概要
舞夢プロ所属の女性タレントたちがアイドルユニット「温泉女子」を結成し、「女子二人お気軽旅」をテーマに日本各地の温泉地を巡っていた番組で、同プロダクション初の制作番組である。番組の正式名称が示す通り、毎回メンバーの中から2人ずつが輪番出演していた。番組は1週分（30分）で1か所を紹介。現地の隠れた観光スポットも紹介していた。
本番組のコンセプトは、2006年に放送されたKBS京都・三重テレビ・テレビ神奈川・千葉テレビ・テレビ埼玉・日本BS放送の共同制作番組『おんナビ』とほぼ同じである。『おんナビ』同様、穴埋め番組として順不同に放送できるよう、初回や最終回など、放送回を示す説明などは行わないようにしていた。全ての回の冒頭でアイドルユニット「温泉女子」に関する説明を行い、その後に「今回の温泉は○○」と紹介していた。
当初は2012年3月までの全25回放送とアナウンスされていたが、同年4月以降も継続されることが決定した。2012年4月から6月までは、唯一の東名阪ネット6共同制作番組となっていた。共同制作局中の5局では2012年9月までに全50回が放送されたが、テレビ神奈川と千葉テレビでは野球中継や県議会中継などによる中止が何回かあったために遅れ、同年10月になってから最終回が放送された。
また、主に雨傘番組として、本番組の55分版である総集編『温泉大好き女子2人お気軽旅!もっと温泉女子』（おんせんだいすきじょしふたりおきがるたび もっとおんせんじょし）を放送することがある。55分にオンエア4回分をまとめたもので、主に温泉の紹介部分を取り上げ、それぞれ12分前後ずつで構成している（55分で取り上げる地域は順不同で統一されていない）。前述の『おんナビ』においても同様に55分版の『全国まるごと温泉ガイド!!』として放送していたが、こちらは関東地方の温泉など、55分間に紹介する地域を統一していた。
本放送の最終回放送後も、『日本ふるさと百景』などと同様に、通常の30分版および『もっと温泉女子』が穴埋め番組として放送されている。2011年 - 2012年の本放送制作から時間が経っているものの、現在もそのまま放送されており、一部内容で現在と異なるケースがある（例：鬼怒川温泉の回で紹介された、間中敏雄率いる日光猿軍団は2013年に閉園しており、2015年からは村﨑太郎プロデュースによる日光さる軍団として開業しているため異なる）

## 出演者

### 温泉女子
50音順、敬称略。
| 名前                  | 生年月日       | 出身地   | 出演回                                                                                                   | 備考                          |
| --------------------- | -------------- | -------- | --- | ----------------------------- |
| 澤井里依 （リーダー） | 1987年8月4日   | 奈良県   | 湯の花、道後、南紀白浜、乳頭、上山、黒川、霧島 三朝、玉造、宇奈月、天橋立                                | 番組開始時 （2011年10月）から |
| 涼宮菜月              | 1988年8月3日   | 大阪府   | 道後、定山渓、層雲峡、おごと、有馬、真木、秋保 蔵王、池の平                                              | 番組開始時 （2011年10月）から |
| 中園彩香              | 1988年12月2日  | 奈良県   | 鬼怒川、伊豆長岡、箱根、犬吠埼、黒川、霧島、草津 越後湯沢、白子、城崎、館山塩見、日光湯元・奥鬼怒        | 番組開始時 （2011年10月）から |
| 松本さやか            | 1985年6月15日  | 茨城県   | 水上、鬼怒川、小湊、犬吠埼、鳥羽、榊原、草津 越後湯沢、秩父、館山塩見、登別、洞爺湖                      | 番組開始時 （2011年10月）から |
| 山口実香              | 1989年11月2日  | 三重県   | 湯の花、山代、笹倉、下呂、夕日ヶ浦、鳥羽、三朝 玉造、雲仙、奥飛騨、由布院、秋保、蔵王、平瀬 登別、洞爺湖 | 番組開始時 （2011年10月）から |
| 横関加奈子            | 1992年7月8日   | 岐阜県   | 笹倉、下呂、乳頭、上山、榊原                                                                             | 番組開始時 （2011年10月）から |
| 渡邉沙織              | 1988年5月8日   | 神奈川県 | 水上、伊豆長岡、箱根、小湊、飛騨高山、袋田、白子 真木、日光湯元・奥鬼怒                                  | 番組開始時 （2011年10月）から |
| 川上瑞葉              | 1991年7月8日   | 兵庫県   | こんぴら、おごと                                                                                         | 2011年10月から 2012年3月まで  |
| 神崎紗衣              | 1992年6月17日  | 大阪府   | 南紀白浜、夕日ヶ浦、有馬、飛騨高山                                                                       | 2011年10月から 2012年3月まで  |
| 松本奈摘              | 1992年7月3日   | 兵庫県   | 山代、こんぴら、定山渓、層雲峡                                                                           | 2011年10月から 2012年3月まで  |
| 上住マリア            | 1987年12月12日 | 大阪府   | 袋田、秩父                                                                                               | 2012年4月から                 |
| 小川真依              | 1990年6月5日   | 愛知県   | 奥飛騨、三ケ日                                                                                           | 2012年4月から                 |
| 川畑七海              | 1987年10月13日 | 大阪府   | 雲仙、由布院、うずしお、天橋立                                                                           | 2012年4月から                 |
| 小出優子              | 1985年11月11日 | 大阪府   | 城崎、うずしお                                                                                           | 2012年4月から                 |
| 下園千晴              | 1987年1月13日  | 大阪府   | 宇奈月、赤目、平瀬                                                                                       | 2012年4月から                 |
| 林真美                | 1988年2月22日  | 愛知県   | 池の平、赤目、三ケ日                                                                                     | 2012年4月から                 |

### ナレーター
- 温田ゆっか：mio[16] - カッパのようなキャラクターで、湯桶の中から口癖のように「オッケーオッケー」と言いながら現れ、温泉の由来や成分などを説明する。

## 番組テーマソング
- CANDY Girls「Hush-Hush」

作詞：LINDEN 作曲：滝川メグ（CD未発売）

## 番組が訪れた温泉地
☆印は『おんナビ』でも紹介。
| 回           | 地方   | 温泉地名                   | 所在地                   | 出演者                 |
| ------------ | ------ | -------------------------- | ------------------------ | ---------------------- |
| 1            | 近畿   | 湯の花温泉                 | 京都府亀岡市             | 澤井里依、山口実香     |
| 2☆           | 四国   | 道後温泉                   | 愛媛県松山市             | 澤井里依、涼宮菜月     |
| 3            | 北陸   | 山代温泉                   | 石川県加賀市             | 松本奈摘、山口実香     |
| 4            | 関東   | 水上温泉                   | 群馬県利根郡みなかみ町   | 松本さやか、渡邉沙織   |
| 5            | 関東   | 日光・鬼怒川温泉           | 栃木県日光市             | 中園彩香、松本さやか   |
| 6            | 四国   | こんぴら温泉               | 香川県仲多度郡琴平町     | 川上瑞葉、松本奈摘     |
| 7            | 近畿   | 南紀白浜温泉               | 和歌山県西牟婁郡白浜町   | 澤井里依、神崎紗衣     |
| 8            | 甲信越 | 笹倉温泉                   | 新潟県糸魚川市           | 山口実香、横関加奈子   |
| 9☆           | 中部   | 下呂温泉                   | 岐阜県下呂市             | 山口実香、横関加奈子   |
| 10           | 北海道 | 定山渓温泉                 | 北海道札幌市南区         | 涼宮菜月、松本奈摘     |
| 11           | 北海道 | 層雲峡温泉                 | 北海道上川郡上川町       | 涼宮菜月、松本奈摘     |
| 12☆          | 東北   | 乳頭温泉                   | 秋田県仙北市             | 澤井里依、横関加奈子   |
| 13           | 東北   | かみのやま温泉             | 山形県上山市             | 澤井里依、横関加奈子   |
| 14           | 中部   | 伊豆長岡温泉               | 静岡県伊豆の国市         | 中園彩香、渡邉沙織     |
| 15☆          | 関東   | 箱根温泉                   | 神奈川県足柄下郡箱根町   | 中園彩香、渡邉沙織     |
| 16           | 近畿   | 夕日ヶ浦温泉               | 京都府京丹後市網野町     | 神崎紗衣、山口実香     |
| 17           | 近畿   | おごと温泉                 | 滋賀県大津市             | 川上瑞葉、涼宮菜月     |
| 18           | 関東   | 小湊鯛の浦温泉             | 千葉県鴨川市             | 松本さやか、渡邉沙織   |
| 19           | 関東   | 犬吠埼温泉                 | 千葉県銚子市             | 中園彩香、松本さやか   |
| 20           | 中部   | 鳥羽温泉郷                 | 三重県鳥羽市             | 松本さやか、山口実香   |
| 21           | 九州   | 黒川温泉                   | 熊本県阿蘇郡南小国町     | 澤井里依、中園彩香     |
| 22           | 九州   | 霧島温泉郷                 | 鹿児島県霧島市、湧水町   | 澤井里依、中園彩香     |
| 23☆          | 近畿   | 有馬温泉                   | 兵庫県神戸市北区         | 神崎紗衣、涼宮菜月     |
| 24           | 中部   | 榊原温泉                   | 三重県津市榊原町         | 松本さやか、横関加奈子 |
| 25           | 中部   | 飛騨高山温泉               | 岐阜県高山市             | 神崎紗衣、渡邉沙織     |
| 26☆          | 中国   | 三朝温泉                   | 鳥取県東伯郡三朝町       | 澤井里依、山口実香     |
| 27☆          | 中国   | 玉造温泉                   | 島根県松江市玉湯町玉造   | 澤井里依、山口実香     |
| 28☆          | 関東   | 草津温泉                   | 群馬県吾妻郡草津町       | 中園彩香、松本さやか   |
| 29           | 甲信越 | 越後湯沢温泉               | 新潟県南魚沼郡湯沢町     | 中園彩香、松本さやか   |
| 30           | 関東   | 袋田温泉                   | 茨城県久慈郡大子町       | 渡邉沙織、上住マリア   |
| 31           | 関東   | 白子温泉                   | 千葉県長生郡白子町       | 中園彩香、渡邉沙織     |
| 32☆          | 北陸   | 宇奈月温泉                 | 富山県黒部市             | 澤井里依、下園千晴     |
| 33☆          | 九州   | 雲仙温泉                   | 長崎県雲仙市小浜町       | 川畑七海、山口実香     |
| 34           | 中部   | 奥飛騨温泉郷               | 岐阜県高山市             | 山口実香、小川真依     |
| 35☆          | 九州   | 由布院温泉                 | 大分県由布市湯布院町     | 川畑七海、山口実香     |
| 36           | 甲信越 | 真木温泉                   | 山梨県大月市大月町       | 涼宮菜月、渡邉沙織     |
| 37☆          | 近畿   | 城崎温泉                   | 兵庫県豊岡市城崎町       | 中園彩香、小出優子     |
| 38           | 東北   | 秋保温泉                   | 宮城県仙台市太白区秋保町 | 涼宮菜月、山口実香     |
| 39           | 東北   | 蔵王温泉                   | 山形県山形市             | 涼宮菜月、山口実香     |
| 40           | 甲信越 | 白樺湖池の平温泉           | 長野県北佐久郡立科町     | 涼宮菜月、林真美       |
| 41           | 近畿   | 淡路島うずしお温泉         | 兵庫県南あわじ市         | 小出優子、川畑七海     |
| 42           | 中部   | 赤目温泉                   | 三重県名張市             | 下園千晴、林真美       |
| 43           | 中部   | 平瀬温泉                   | 岐阜県白川郷             | 山口実香、下園千晴     |
| 44           | 関東   | 秩父温泉                   | 埼玉県秩父郡             | 松本さやか、上住マリア |
| 45           | 関東   | 館山塩見温泉               | 千葉県館山市             | 松本さやか、中園彩香   |
| 46           | 関東   | 日光湯元温泉・奥鬼怒温泉郷 | 栃木県日光市             | 中園彩香、渡邊沙織     |
| 47           | 中部   | 三ケ日温泉                 | 静岡県浜松市             | 小川真衣、林真美       |
| 48☆          | 近畿   | 天橋立温泉                 | 京都府宮津市             | 澤井里依、川畑七海     |
| 49☆          | 北海道 | 登別温泉                   | 北海道登別市             | 山口実香、松本さやか   |
| 50（最終回） | 北海道 | 洞爺湖温泉                 | 北海道虻田郡洞爺湖町     | 山口実香、松本さやか   |

## ネット局
| 放送対象地域 | 放送局                 | 放送期間 | 放送日時                                                                                          | 系列                               | 備考                                                                 | 備考 |
| ------------ | ---------------------- | --- | ------------------------------------------------------------------------------------------------- | ---------------------------------- | -------------------------------------------------------------------- | ---- |
| 京都府       | KBS京都                | 2011年10月2日 - 2012年9月30日 2013年1月11日 -                                                                             | 日曜 22:00 - 22:30 金曜 24:00 - 24:30（再放送）                                                   | JAITS （東名阪ネット6） 共同制作局 | 幹事局                                                               |      |
| 兵庫県       | サンテレビジョン       | 2011年10月7日 - 2012年3月23日 2012年4月8日 - 2012年9月23日 2013年10月16日 - 2013年10月30日 2013年11月7日 - 2013年12月26日 | 金曜 21:30 - 22:00 日曜 22:00 - 22:30 水曜 16:30 - 17:00（再放送） 木曜 25:30 - 26:00（再放送）   | JAITS （東名阪ネット6） 共同制作局 |                                                                      |      |
| 三重県       | 三重テレビ放送         | 2011年10月8日 - 2012年3月24日 2012年4月7日 - 2012年9月22日                                                                | 土曜 23:25 - 23:55 土曜 23:55 - 24:25                                                             | JAITS （東名阪ネット6） 共同制作局 |                                                                      |      |
| 神奈川県     | テレビ神奈川           | 2011年10月2日 - 2012年3月25日 2012年4月10日 - 2012年10月23日 2012年10月1日 - 2014年7月28日 2015年4月1日 - 2015年10月7日   | 日曜 24:00 - 24:30 火曜 21:00 - 21:30 月曜 26:30 - 27:00（再放送） 水曜 25:30 - 26:00（再々放送） | JAITS （東名阪ネット6） 共同制作局 | プロ野球中継に伴う休止があり、遅れが発生していた。                   |      |
| 千葉県       | 千葉テレビ放送         | 2011年10月3日 - 2012年10月15日                                                                                            | 月曜 11:30 - 12:00                                                                                | JAITS （東名阪ネット6） 共同制作局 | 『テレビ傍聴席』や高校野球中継に伴う休止があり、遅れが発生していた。 |      |
| 埼玉県       | テレビ埼玉             | 2011年10月5日 - 2012年9月19日                                                                                             | 水曜 21:00 - 21:30                                                                                | JAITS （東名阪ネット6） 共同制作局 | プロ野球中継に伴う休止あり、別の日に振り替えあり                     |      |
| 岐阜県       | 岐阜放送               | 2011年10月4日 - 2012年4月10日 2012年4月14日 - 2012年9月29日                                                               | 火曜 24:15 - 24:45 土曜 22:00 - 22:30                                                             | JAITS 共同制作局                   |                                                                      |      |
| 北海道       | 北海道文化放送         | 2012年2月5日 - | 金曜 26:35 - 27:08                                                                                | フジテレビ系                       |                                                                      |      |
| 栃木県       | とちぎテレビ           | 2012年4月3日 - 2013年5月21日                                                                                              | 火曜 20:00 - 20:30                                                                                | JAITS                              |                                                                      |      |
| 全国放送     | ホームドラマチャンネル | 2012年6月27日 - | 水曜 24:45 - 25:15 他                                                                             | CS放送                             | 全25話                                                               |      |

## スタッフ
- ディレクター：上田雅史、大継康高
- カメラ：平尾隆弘
- 音声：若林直樹
- 編集：益田信喜、徳田裕恒
- CG：岡村太一郎、片岡朋世
- キャスティング：今西恒司
- エグゼクティブディレクター：伊藤義行
- プロデューサー：梶野元延、遠藤圭介、熊谷典和、車達彦、波多美由紀、坂下勝子、江副純夫
- 制作：元気な事務所、舞夢プロ
- 制作著作：チバテレ、テレ玉、tvk、ぎふチャン、三重テレビ放送、KBS京都、サンテレビ